# ライジングサン (ケツメイシ×FUNKY MONKEY BABYSの曲)
「ライジングサン」は、FUNKY MONKEY BABYSとケツメイシのコラボレーション曲である。「みちのく力くらべ〜いくべおめぇだづ〜」の東日本大震災のチャリティーソングとして2011年9月10日に配信された。2016年1月25日発売の「FUNKY MONKEY BABYS 10th Anniversary “COMPLETE BEST”」に初CD化で収録されている。

## 曲の詳細
1. ライジングサン [6:39]

- 作詞 : FUNKY MONKEY BABYS×ケツメイシ 作曲 : FUNKY MONKEY BABYS×ケツメイシ/NAOKI-T